# 鄒泰 (武術家)
鄒泰，一作周泰，清末廣東湛江武術家，外號「鐵頭」（周鐵頭），以八卦棍、軟綿掌馳名，有「嶺南棍王」的稱號。
按朱愚齋所說，鄒泰是廣東十虎之一。但依照我是山人（陳勁）在武俠小說《武壇二虎》之自序所指，「廣東十虎」中有黃飛鴻而無周泰。

## 武藝
- 八卦棍
- 軟綿掌
- 「油錘貫頂」鐵頭功

## 外部連結
- 武俠小說《武壇二虎 》自序裡的廣東十虎 （页面存档备份，存于），隨意窩，2008-05-27。
- 廣東十虎趣談（上、中、下），山中札記，2008-05-28~30。